# NGC 5505
NGC 5505 é uma galáxia espiral barrada (SBa) localizada na direcção da constelação de Boötes. Possui uma declinação de +13° 18' 17" e uma ascensão recta de 14 horas, 12 minutos e 31,6 segundos.
A galáxia NGC 5505 foi descoberta em 6 de Junho de 1886 por Lewis A. Swift.